# Jean Théodore Lacordaire
Jean Théodore Lacordaire (1. února 1801 Chatillon-on-Seine – 18. července 1870 Liège) byl belgický entomolog francouzského původu.
Protože měl velký zájem o přírodu poslali jej rodiče studovat do Le Havre. V roce 1824 připlul do Buenos Aires, kde se stal obchodníkem. Procestoval celou Jižní Ameriku a přitom využil každé volné chvilky k pozorování místní fauny.
George Cuvier jej v roce 1830 pozval do Paříže. Setkal se zde se slavnými přírodovědci jako byli Pierre André Latreille, Jean Victoire Audouin a André Marie Constant Duméril a společně s nimi založil Francouzskou entomologickou společnost (Société Entomologique de France). Koncem roku 1830 odešel do Guyany, kde se věnoval sběru přírodnin. Do Francie se vrátil v roce 1832. V roce 1835 se stal profesorem zoologie na universitě v Lutychu, kde poznal Henri-Maurice Gaèdea (1795-1834). V roce 1837 se stal také profesorem srovnávací anatomie.
Svou aktivní činností obohatil sbírky zoologického oddělení muzea při universitě v Liege o sbírku 12 000 druhů z oborů ornitologie a ichtyologie. V letech 1834 až 1838 publikoval třísvazkové dílo Introduction à l'entomologie, comprenant les principes généraux de l'anatomie et de la physiologie des insectes (Úvod do entomologie včetně základních principů anatomie a fyziologie hmyzu). V roce 1835 publikoval Faune entomologique des environs de Paris (Entomologická fauna okresu Paříž). Jeho nejlepším dílem však je třináctisvazková Histoire naturelle des insectes, ″Genera″ des Coléoptères (1854-1876), uzavřená jeho úmrtím. Tato práce pak byla dokončena Félicienem Chapuisem.
Jeden z jeho tří bratrů, Jean-Baptiste Henri Lacordaire, byl duchovním řádu Dominikánů a významným liberálně-katolickým polemistou.